# Nagy Gábor Bálint
Nagy Gábor Bálint magyar jogász, a Legfőbb Ügyészségre beosztott főosztályvezető ügyész, a Pázmány Péter Katolikus Egyetem oktatója. Sulyok Tamás köztársasági elnök jelöltje a legfőbb ügyész posztjára Polt Péter lemondása után, 2025 májusában.

## Életpályája
2007 és 2011 között bíró volt a Pesti Központi Kerületi Bíróságon, onnan került az ügyészségre, ahol osztályvezetőként, majd főosztályvezetőként, később  Polt Péter legfőbb ügyész kabinetfőnökeként dolgozott.
Ügyészként  legismertebb ügyében ő képviselte a vádhatóságot a lúgos orvos ügyében.
A PPKE JÁK megbízással foglalkoztatott oktatója büntetőjogból a Büntető Anyagi, Eljárási és Végrehajtási Jogi Tanszéken.

## Díjai, elismerései
- Vathy Ákos-díj (Fővárosi Bíróság) (2009)
- főosztályvezetői elismerés (Legfőbb Ügyészség) (2016)
- Magyar István-díj (Legfőbb Ügyészség) (2024)

## Nyelvismerete
- latin
- angol
- finn